# Osiedle Widok (Żywiec)
Osiedle Widok – osiedle w Żywcu, w dzielnicy Śródmieście.
W 1961 utworzony został plan zagospodarowania przestrzennego terenu Góry Burgałowskiej. W pierwszej kolejności powstało tu Osiedle Góra Burgałowska. W latach 70. XX wieku nakładem urzędu miasta pod zabudowę uzbrojone zostały kolejne zlokalizowane na tym obszarze tereny, gdzie w 1976 rozpoczęta została budowa Osiedla Widok. Na jego terenie wzniesione zostały domy jednorodzinne posiadające powierzchnię użytkową wynoszącą od 85 do 120 m².
W listopadzie 1999 zainaugurowane zostały prace budowlane nad przedłużeniem ul. Jodłowej grzbietem Góry Burgałowskiej, w celu połączenia Osiedla Widok z Osiedlem Góra Burgałowska. Inwestycja ta stworzyła możliwość poprowadzenia tą trasą linii autobusowych komunikacji miejskiej, do których dostępu pozbawione było dotychczas Osiedle Widok.
Na terenie osiedla działalność prowadziło Przedszkole nr 4 z siedzibą w budynku przy ul. Pogodnej 16. Na mocy uchwały Rady Miejskiej z 23 stycznia 2003 zostało ono zlikwidowane z dniem 1 września 2003, a uczęszczające do niej do tej pory dzieci zostały wówczas przeniesione do Przedszkola nr 9 przy ul. Poniatowskiego.
Osiedle obsługiwane jest przez autobusy komunikacji miejskiej Miejskiego Zakładu Komunikacyjnego w Żywcu linii 17 oraz kursami wariantowymi realizowanymi przez linie 4 i 16 (przystanki „Osiedle Widok” i „Osiedle Widok I” przy ul. Jodłowej).